# Calasterias
Calasterias is een geslacht van zeesterren uit de familie Asteriidae.

## Soort
- Calasterias toyamensis Hayashi, 1975